# 馬文·米勒
馬文·朱利安·米勒（英語：Marvin Julian Miller，1917年4月14日—2012年11月27日），生於美國紐約市布朗克斯，在1966年至1982年間擔任美國職棒大聯盟球員工會（Major League Baseball Players Association）理事長一職。在他任內組織了三次罷工，以團體協商（collective bargain)的方式，使大聯盟球員的平均薪資上升，並使球隊同意支付球員的退休金，建立球員退休制度。他也推動球員薪資仲裁，以及球員在球隊效力六年之後可以自由離隊，建立了自由球員制度（free agency）。

## 生平
生於紐約市布朗克斯區，但是在布魯克林區長大。父親是猶太人，是一個銷售業務人員，母親是學校教師。曾在邁阿密大學與紐約大學主修經濟學。第二次世界大戰期間，服務於美國勞工局，參與勞資協商。
1950年代，在鋼鐵工人工會服務。1953年，美國大聯盟球員工會(MLBPA)成立，需要一名熟悉勞資談判的專業人士幫助球員走出困境，1966年，馬文·米勒聘為大聯盟工會理事長，從此改變球員弱勢的情況。

## 外部連結
- 聯合報-「棒球摩西」米勒 徹底改變大聯盟 （页面存档备份，存于）